# Otto Sagmeister
Otto Sagmeister (* 10. Jänner 1906 in Gloggnitz, Österreich-Ungarn; † 23. Jänner 1985 in Wien) war ein österreichischer Genossenschafter, Manager und Politiker der SPÖ.

## Leben
Geboren als zwölftes Kind einer Eisenbahnerfamilie wuchs Sagmeister in Wiener Neustadt auf. Nach seiner Matura in der Handelsakademie der Wiener Kaufmannschaft war er zunächst als Buchhalter bei der Konsumgenossenschaft Steyr tätig und übernahm in der Folge Sanierungsaufgaben und leitende Funktionen bei den Konsumgenossenschaften Trumau, Waldviertel und Leobersdorf. Der Vollblutmanager Sagmeister, der aufgrund seiner Ehe als „jüdisch versippt“ galt, konnte im NS-Regime nicht berufliche Karriere machen, wurde aber auch nicht zum Wehrdienst eingezogen. Sagmeister war Käufer eines arisierten Hauses in der Jagdschlossgasse in Hietzing.
1945 war er dafür zunächst öffentlicher Verwalter der Seifenfirma Schicht AG, dann ab 3. November 1946 Vorstandsvorsitzender der österreichischen Filiale der Unilever AG. Vom 11. Jänner 1947 bis zum 8. November 1949 war er als Bundesminister für Volksernährung Angehöriger der Bundesregierung Figl I.
Verbandsdirektor Andreas Vukovich lud Sagmeister ein, nach Beendigung seines Ministeramtes in die Konsumgenossenschaftsbewegung zurückzukehren. Dieser entschied sich, auf sein Rückkehrrecht in die Unilever zugunsten eines Konsulentenvertrages zu verzichten und wurde Erster Direktor (also de facto Generaldirektor) der Konsumgenossenschaft Wien und Umgebung (KGW). Diese Funktion übte Sagmeister erfolgreich bis 1972 aus. Als Repräsentant der stärksten, nämlich der hauptstädtischen Konsumgenossenschaft, rivalisierte Sagmeister, wie in derartigen Verbundstrukturen üblich, mit dem Chef der von den Provinzgenossenschaften dominierten Großeinkaufsgesellschaft, in diesem Fall mit dem ebenso autoritär auftretenden langjährigen Generaldirektor der GöC, Andreas Korp. Der Höhepunkt dieser
verbundinternen Auseinandersetzungen fand im Jahr 1961 statt. Sagmeister blieb KGW-Obmann bis 1975.
Neben seiner prägenden Rolle bei den österreichischen Konsumgenossenschaften war Otto Sagmeister u. a. als Vizepräsident der BAWAG, Vorsitzender des Aufsichtsrates der Steyrermühl Papier- und Verlagsgesellschaft, Obmann-Stellvertreter des Getreideausgleichsfonds, Mitglied der Kreditlenkungskommission, Generalrat der Nationalbank und als Mitglied des Einzelhandelsausschusses des IGB tätig. Er wurde am Ober Sankt Veiter Friedhof bestattet.

## Auszeichnungen
- 1957: Großes Goldenes Ehrenzeichen der Republik Österreich
- 1972: Große Silberne Ehrenmedaille am Bande der Kammer der gewerblichen Wirtschaft
- 1973: Dr.-Karl-Renner-Plakette
- 1973: Großes Goldenes Ehrenzeichen für Verdienste um das Land Wien